# Daniel Junge
Daniel Junge ist ein US-amerikanischer Dokumentarfilmer, der bei der Oscarverleihung 2012 für seine Arbeit bei Saving Face zusammen mit Sharmeen Obaid-Chinoy mit dem Oscar in der Kategorie Bester Dokumentar-Kurzfilm ausgezeichnet wurde. Dieser Film brachte ihm 2013 auch vier Emmy-Nominierungen bei den News & Documentary Emmy Awards ein, von denen er einen gewann. 2010 teilte sich Junge mit Henry Ansbacher, Nigel Noble und Marcela Bourseau eine weitere Emmy-Nominierung für They Killed Sister Dorothy. Im selben Jahr wurden Junge und Ansbacher mit The Last Campaign of Governor Booth Gardner für einen weiteren Oscar nominiert.

## Filmografie
- 1997: Gridlock’d – Voll drauf! (Gridlock’d, Kameramann)
- 1997: Switchback – Gnadenlose Flucht (Switchback, Produktionsassistent)
- 1998: Skidmarks – Blutspuren (Skidmarks, Editor)
- 2002: Chiefs (Dokumentarfilm, Regisseur und Kameramann)
- 2003: We Are Phamaly (Dokumentar-Kurzfilm, Regisseur und Kameramann)
- 2003–2008: Independent Lens (Dokumentar-Fernsehserie, Regisseur und Kameramann)
- 2005: Big Blue Bear (Dokumentar-Kurzfilm, Regisseur und Kameramann)
- 2007: Iron Ladies of Liberia (Dokumentarfilm, Regisseur und Kameramann)
- 2008: No Strings (Kurzfilm, Regisseur und Kameramann)
- 2008: Come Back to Sudan (Dokumentar-Kurzfilm, Regisseur, Kameramann und Produzent)
- 2008: They Killed Sister Dorothy (Dokumentarfilm, Regisseur)
- 2008: Wesley Willis’s Joyrides (Dokumentarfilm, Produzent)
- 2009: The Last Campaign of Governor Booth Gardner (Dokumentar-Kurzfilm, Regisseur und Kameramann)
- 2009: Convention (Dokumentarfilm, Kameramann)
- 2011: One Day (Dokumentar-Kurzfilm, Video/DVD, Regisseur)
- 2011: 48 Hours (Dokumentar-Fernsehserie, Produzent)
- 2012: Saving Face (Dokumentar-Kurzfilm, Regisseur und Produzent)
- 2014: Building Bridges for Peace (Dokumentarfilm, Video/DVD, Regisseur und Produzent)
- 2014: Op-Docs (Dokumentar-Fernsehserie, Regisseur und Kameramann)
- 2014: Fight Church (Dokumentarfilm, Regisseur und Kameramann)
- 2014: A Lego Brickumentary (Dokumentarfilm, Regisseur, Drehbuchautor und Produzent)
- 2015: Being Evel (Dokumentarfilm, Regisseur, Drehbuchautor und Produzent)
- 2015: Hondros (Dokumentarfilm, Produzent)
- 2015: From Australia With Lov3 (Dokumentar-Kurzfilm, Produzent)
- 2015: The Bad Boy of Bowling (Kurzfilm, Produzent)
- 2015: Rolling Papers (Dokumentarfilm, Produzent)